# 4 uur van Silverstone 2019
De 4 uur van Silverstone 2019 was de eerste race van het FIA World Endurance Championship-seizoen 2019-2020. De race werd verreden op 1 september 2019 op Silverstone nabij Silverstone in het Verenigd Koninkrijk. Het was de eerste keer dat de race over een lengte van vier uur werd gehouden, waar voorgaande edities zes uur duurden.
De race werd gewonnen door de Toyota Gazoo Racing #7 van Mike Conway, Kamui Kobayashi en José María López. De LMP2-klasse werd gewonnen door de Cool Racing #42 van Antonin Borga en Nicolas Lapierre. De LMGTE Pro-klasse werd gewonnen door de Porsche GT Team #91 van Gianmaria Bruni en Richard Lietz. De LMGTE Am-klasse werd gewonnen door de AF Corse #83 van Emmanuel Collard, Nicklas Nielsen en François Perrodo.

## Inschrijvingen
Er waren 31 auto's ingeschreven voor de race, bestaande uit zes in de LMP1-klasse, acht in de LMP2-klasse, zes in de LMGTE Pro-klasse en elf in de LMGTE Am-klasse. In de Jota Sport #38 en de Cool Racing #42 moesten respectievelijk Anthony Davidson en Alexandre Coigny de race vanwege blessures missen, waardoor beide auto's met twee coureurs reden.

## Kwalificatie
Tijden vetgedrukt betekent de snelste tijd in die klasse.
| Pos. | Klasse    | No. | Team                  | Tijd      | Grid |
| ---- | --------- | --- | --------------------- | --------- | ---- |
| 1    | LMP1      | 7   | Toyota Gazoo Racing   | 1:36.015  | 1    |
| 2    | LMP1      | 8   | Toyota Gazoo Racing   | 1:36.315  | 2    |
| 3    | LMP1      | 1   | Rebellion Racing      | 1:36.560  | 3    |
| 4    | LMP1      | 3   | Rebellion Racing      | 1:37.024  | 4    |
| 5    | LMP1      | 6   | Team LNT              | 1:37.220  | 5    |
| 6    | LMP1      | 5   | Team LNT              | 1:37.464  | 6    |
| 7    | LMP2      | 29  | Racing Team Nederland | 1:40.948  | 7    |
| 8    | LMP2      | 22  | United Autosports     | 1:41.683  | 8    |
| 9    | LMP2      | 37  | Jackie Chan DC Racing | 1:41.976  | 9    |
| 10   | LMP2      | 42  | Cool Racing           | 1:42.017  | 10   |
| 11   | LMP2      | 36  | Signatech Alpine Elf  | 1:42.216  | 11   |
| 12   | LMP2      | 33  | High Class Racing     | 1:42.414  | 12   |
| 13   | LMP2      | 38  | Jota Sport            | 1:42.885  | 13   |
| 14   | LMP2      | 47  | Cetilar Racing        | 1:43.363  | 14   |
| 15   | LMGTE Pro | 51  | AF Corse              | 1:54.171  | 15   |
| 16   | LMGTE Pro | 71  | AF Corse              | 1:54.302  | 16   |
| 17   | LMGTE Pro | 97  | Aston Martin Racing   | 1:54.992  | 17   |
| 18   | LMGTE Pro | 91  | Porsche GT Team       | 1:55.067  | 18   |
| 19   | LMGTE Pro | 95  | Aston Martin Racing   | 1:55.149  | 19   |
| 20   | LMGTE Pro | 92  | Porsche GT Team       | 1:55.493  | 20   |
| 21   | LMGTE Am  | 90  | TF Sport              | 1:56.034  | 21   |
| 22   | LMGTE Am  | 56  | Team Project 1        | 1:56.371  | 22   |
| 23   | LMGTE Am  | 98  | Aston Martin Racing   | 1:56.469  | 23   |
| 24   | LMGTE Am  | 83  | AF Corse              | 1:56.489  | 24   |
| 25   | LMGTE Am  | 54  | AF Corse              | 1:56.742  | 25   |
| 26   | LMGTE Am  | 77  | Dempsey-Proton Racing | 1:57.351  | 26   |
| 27   | LMGTE Am  | 88  | Dempsey-Proton Racing | 1:57.507  | 27   |
| 28   | LMGTE Am  | 62  | Red River Sport       | 1:57.934  | 28   |
| 29   | LMGTE Am  | 86  | Gulf Racing           | 1:58.199  | 29   |
| 30   | LMGTE Am  | 70  | MR Racing             | 1:58.336  | 30   |
| 31   | LMGTE Am  | 57  | Team Project 1        | Geen tijd | 31   |

## Uitslag
Winnaars in hun klasse zijn vetgedrukt; LMP1 is rood, LMP2 is blauw, LMGTE Pro is groen en LMGTE Am is oranje.
| Pos. | Klasse    | No. | Team                  | Coureurs                                                | Chassis                       | Banden | Ronden | Tijd/Reden  |
| Pos. | Klasse    | No. | Team                  | Coureurs                                                | Motor                         | Banden | Ronden | Tijd/Reden  |
| ---- | --------- | --- | --------------------- | ------------------------------------------------------- | ----------------------------- | ------ | ------ | ----------- |
| 1    | LMP1      | 7   | Toyota Gazoo Racing   | Mike Conway Kamui Kobayashi José María López            | Toyota TS050 Hybrid           | M      | 129    | 4:00:57.709 |
| 1    | LMP1      | 7   | Toyota Gazoo Racing   | Mike Conway Kamui Kobayashi José María López            | Toyota 2.4 L Turbo V6         | M      | 129    | 4:00:57.709 |
| 2    | LMP1      | 8   | Toyota Gazoo Racing   | Sébastien Buemi Brendon Hartley Kazuki Nakajima         | Toyota TS050 Hybrid           | M      | 129    | +1.901      |
| 2    | LMP1      | 8   | Toyota Gazoo Racing   | Sébastien Buemi Brendon Hartley Kazuki Nakajima         | Toyota 2.4 L Turbo V6         | M      | 129    | +1.901      |
| 3    | LMP1      | 3   | Rebellion Racing      | Nathanaël Berthon Pipo Derani Loïc Duval                | Rebellion R13                 | M      | 128    | +1 ronde    |
| 3    | LMP1      | 3   | Rebellion Racing      | Nathanaël Berthon Pipo Derani Loïc Duval                | Gibson GL458 4.5 L V8         | M      | 128    | +1 ronde    |
| 4    | LMP1      | 5   | Team LNT              | Ben Hanley Jegor Oroedzjev Charlie Robertson            | Ginetta G60-LT-P1             | M      | 124    | +5 ronden   |
| 4    | LMP1      | 5   | Team LNT              | Ben Hanley Jegor Oroedzjev Charlie Robertson            | AER P60C 2.4 L Turbo V6       | M      | 124    | +5 ronden   |
| 5    | LMP2      | 42  | Cool Racing           | Antonin Borga Nicolas Lapierre                          | Oreca 07                      | M      | 124    | +5 ronden   |
| 5    | LMP2      | 42  | Cool Racing           | Antonin Borga Nicolas Lapierre                          | Gibson GK428 4.2 L V8         | M      | 124    | +5 ronden   |
| 6    | LMP2      | 36  | Signatech Alpine Elf  | Thomas Laurent André Negrão Pierre Ragues               | Alpine A470                   | M      | 124    | +5 ronden   |
| 6    | LMP2      | 36  | Signatech Alpine Elf  | Thomas Laurent André Negrão Pierre Ragues               | Gibson GK428 4.2 L V8         | M      | 124    | +5 ronden   |
| 7    | LMP2      | 29  | Racing Team Nederland | Frits van Eerd Giedo van der Garde Job van Uitert       | Oreca 07                      | M      | 124    | +5 ronden   |
| 7    | LMP2      | 29  | Racing Team Nederland | Frits van Eerd Giedo van der Garde Job van Uitert       | Gibson GK428 4.2 L V8         | M      | 124    | +5 ronden   |
| 8    | LMP2      | 37  | Jackie Chan DC Racing | Gabriel Aubry Will Stevens Ho-Pin Tung                  | Oreca 07                      | G      | 124    | +5 ronden   |
| 8    | LMP2      | 37  | Jackie Chan DC Racing | Gabriel Aubry Will Stevens Ho-Pin Tung                  | Gibson GK428 4.2 L V8         | G      | 124    | +5 ronden   |
| 9    | LMP2      | 38  | Jota Sport            | António Félix da Costa Roberto González                 | Oreca 07                      | G      | 124    | +5 ronden   |
| 9    | LMP2      | 38  | Jota Sport            | António Félix da Costa Roberto González                 | Gibson GK428 4.2 L V8         | G      | 124    | +5 ronden   |
| 10   | LMP1      | 1   | Rebellion Racing      | Gustavo Menezes Norman Nato Bruno Senna                 | Rebellion R13                 | M      | 123    | +6 ronden   |
| 10   | LMP1      | 1   | Rebellion Racing      | Gustavo Menezes Norman Nato Bruno Senna                 | Gibson GL458 4.5 L V8         | M      | 123    | +6 ronden   |
| 11   | LMP2      | 47  | Cetliar Racing        | Andrea Belicchi Roberto Lacorte Giorgio Sernagiotto     | Dallara P217                  | M      | 122    | +7 ronden   |
| 11   | LMP2      | 47  | Cetliar Racing        | Andrea Belicchi Roberto Lacorte Giorgio Sernagiotto     | Gibson GK428 4.2 L V8         | M      | 122    | +7 ronden   |
| 12   | LMP2      | 33  | High Class Racing     | Anders Fjordbach Mark Patterson Kenta Yamashita         | Oreca 07                      | G      | 122    | +7 ronden   |
| 12   | LMP2      | 33  | High Class Racing     | Anders Fjordbach Mark Patterson Kenta Yamashita         | Gibson GK428 4.2 L V8         | G      | 122    | +7 ronden   |
| 13   | LMGTE Pro | 91  | Porsche GT Team       | Gianmaria Bruni Richard Lietz                           | Porsche 911 RSR-19            | M      | 115    | +14 ronden  |
| 13   | LMGTE Pro | 91  | Porsche GT Team       | Gianmaria Bruni Richard Lietz                           | Porsche 4.2 L Flat-6          | M      | 115    | +14 ronden  |
| 14   | LMGTE Pro | 92  | Porsche GT Team       | Michael Christensen Kévin Estre                         | Porsche 911 RSR-19            | M      | 115    | +14 ronden  |
| 14   | LMGTE Pro | 92  | Porsche GT Team       | Michael Christensen Kévin Estre                         | Porsche 4.2 L Flat-6          | M      | 115    | +14 ronden  |
| 15   | LMGTE Pro | 97  | Aston Martin Racing   | Alex Lynn Maxime Martin                                 | Aston Martin Vantage AMR      | G      | 115    | +14 ronden  |
| 15   | LMGTE Pro | 97  | Aston Martin Racing   | Alex Lynn Maxime Martin                                 | Aston Martin 4.0 L Turbo V8   | G      | 115    | +14 ronden  |
| 16   | LMGTE Pro | 51  | AF Corse              | James Calado Alessandro Pier Guidi                      | Ferrari 488 GTE Evo           | M      | 115    | +14 ronden  |
| 16   | LMGTE Pro | 51  | AF Corse              | James Calado Alessandro Pier Guidi                      | Ferrari F154CB 4.0 L Turbo V8 | M      | 115    | +14 ronden  |
| 17   | LMGTE Pro | 95  | Aston Martin Racing   | Marco Sørensen Nicki Thiim                              | Aston Martin Vantage AMR      | M      | 114    | +15 ronden  |
| 17   | LMGTE Pro | 95  | Aston Martin Racing   | Marco Sørensen Nicki Thiim                              | Aston Martin 4.0 L Turbo V8   | M      | 114    | +15 ronden  |
| 18   | LMGTE Am  | 83  | AF Corse              | Emmanuel Collard Nicklas Nielsen François Perrodo       | Ferrari 488 GTE Evo           | M      | 114    | +15 ronden  |
| 18   | LMGTE Am  | 83  | AF Corse              | Emmanuel Collard Nicklas Nielsen François Perrodo       | Ferrari F154CB 4.0 L Turbo V8 | M      | 114    | +15 ronden  |
| 19   | LMGTE Am  | 98  | Aston Martin Racing   | Paul Dalla Lana Ross Gunn Darren Turner                 | Aston Martin Vantage AMR      | G      | 113    | +16 ronden  |
| 19   | LMGTE Am  | 98  | Aston Martin Racing   | Paul Dalla Lana Ross Gunn Darren Turner                 | Aston Martin 4.0 L Turbo V8   | G      | 113    | +16 ronden  |
| 20   | LMGTE Am  | 70  | MR Racing             | Olivier Beretta Kei Cozzolino Motoaki Ishikawa          | Ferrari 488 GTE Evo           | M      | 113    | +16 ronden  |
| 20   | LMGTE Am  | 70  | MR Racing             | Olivier Beretta Kei Cozzolino Motoaki Ishikawa          | Ferrari F154CB 4.0 L Turbo V8 | M      | 113    | +16 ronden  |
| 21   | LMGTE Am  | 86  | Gulf Racing           | Ben Barker Michael Wainwright Andrew Watson             | Porsche 911 RSR               | M      | 113    | +16 ronden  |
| 21   | LMGTE Am  | 86  | Gulf Racing           | Ben Barker Michael Wainwright Andrew Watson             | Porsche 4.0 L Flat-6          | M      | 113    | +16 ronden  |
| 22   | LMGTE Am  | 77  | Dempsey-Proton Racing | Matt Campbell Riccardo Pera Christian Ried              | Porsche 911 RSR               | M      | 113    | +16 ronden  |
| 22   | LMGTE Am  | 77  | Dempsey-Proton Racing | Matt Campbell Riccardo Pera Christian Ried              | Porsche 4.0 L Flat-6          | M      | 113    | +16 ronden  |
| 23   | LMGTE Am  | 56  | Team Project 1        | Matteo Cairoli David Kolkmann Egidio Perfetti           | Porsche 911 RSR               | M      | 113    | +16 ronden  |
| 23   | LMGTE Am  | 56  | Team Project 1        | Matteo Cairoli David Kolkmann Egidio Perfetti           | Porsche 4.0 L Flat-6          | M      | 113    | +16 ronden  |
| 24   | LMGTE Am  | 90  | TF Sport              | Jonathan Adam Charlie Eastwood Salih Yoluç              | Aston Martin Vantage AMR      | M      | 113    | +16 ronden  |
| 24   | LMGTE Am  | 90  | TF Sport              | Jonathan Adam Charlie Eastwood Salih Yoluç              | Aston Martin 4.0 L Turbo V8   | M      | 113    | +16 ronden  |
| 25   | LMGTE Am  | 62  | Red River Sport       | Bonamy Grimes Charles Hollings Johnny Mowlem            | Ferrari 488 GTE Evo           | M      | 113    | +16 ronden  |
| 25   | LMGTE Am  | 62  | Red River Sport       | Bonamy Grimes Charles Hollings Johnny Mowlem            | Ferrari F154CB 4.0 L Turbo V8 | M      | 113    | +16 ronden  |
| 26   | LMGTE Am  | 54  | AF Corse              | Francesco Castellacci Giancarlo Fisichella Thomas Flohr | Ferrari 488 GTE Evo           | M      | 113    | +16 ronden  |
| 26   | LMGTE Am  | 54  | AF Corse              | Francesco Castellacci Giancarlo Fisichella Thomas Flohr | Ferrari F154CB 4.0 L Turbo V8 | M      | 113    | +16 ronden  |
| 27   | LMGTE Am  | 57  | Team Project 1        | Jeroen Bleekemolen Felipe Fraga Ben Keating             | Porsche 911 RSR               | M      | 112    | +17 ronden  |
| 27   | LMGTE Am  | 57  | Team Project 1        | Jeroen Bleekemolen Felipe Fraga Ben Keating             | Porsche 4.0 L Flat-6          | M      | 112    | +17 ronden  |
| 28   | LMP1      | 6   | Team LNT              | Oliver Jarvis Michael Simpson Guy Smith                 | Ginetta G60-LT-P1             | M      | 112    | +17 ronden  |
| 28   | LMP1      | 6   | Team LNT              | Oliver Jarvis Michael Simpson Guy Smith                 | AER P60C 2.4 L Turbo V6       | M      | 112    | +17 ronden  |
| 29   | LMGTE Am  | 88  | Dempsey-Proton Racing | Thomas Preining Gianluca Giraudi Ricardo Sánchez        | Porsche 911 RSR               | M      | 111    | +18 ronden  |
| 29   | LMGTE Am  | 88  | Dempsey-Proton Racing | Thomas Preining Gianluca Giraudi Ricardo Sánchez        | Porsche 4.0 L Flat-6          | M      | 111    | +18 ronden  |
| DNF  | LMGTE Pro | 71  | AF Corse              | Miguel Molina Davide Rigon                              | Ferrari 488 GTE Evo           | M      | 54     | Ongeluk     |
| DNF  | LMGTE Pro | 71  | AF Corse              | Miguel Molina Davide Rigon                              | Ferrari F154CB 4.0 L Turbo V8 | M      | 54     | Ongeluk     |
| DNF  | LMP2      | 22  | United Autosports     | Filipe Albuquerque Philip Hanson Paul di Resta          | Oreca 07                      | M      | 2      | Elektrisch  |
| DNF  | LMP2      | 22  | United Autosports     | Filipe Albuquerque Philip Hanson Paul di Resta          | Gibson GK428 4.2 L V8         | M      | 2      | Elektrisch  |

## Tussenstanden na wedstrijd
LMP (coureurs)
| Pos | Coureur                                         | Punten |
| --- | ----------------------------------------------- | ------ |
| 1   | Mike Conway Kamui Kobayashi José María López    | 26     |
| 2   | Sébastien Buemi Brendon Hartley Kazuki Nakajima | 18     |
| 3   | Ben Hanley Jegor Oroedzjev Charlie Robertson    | 15     |
| 4   | Antonin Borga Nicolas Lapierre                  | 12     |
| 5   | Thomas Laurent André Negrão Pierre Ragues       | 10     |

LMP1 (teams)
| Pos | Team                | Punten |
| --- | ------------------- | ------ |
| 1   | Toyota Gazoo Racing | 26     |
| 2   | Team LNT            | 15     |
| 3   | Rebellion Racing    | 2      |

GTE (coureurs)
| Pos | Coureur                            | Punten |
| --- | ---------------------------------- | ------ |
| 1   | Gianmaria Bruni Richard Lietz      | 25     |
| 2   | Michael Christensen Kévin Estre    | 18     |
| 3   | Alex Lynn Maxime Martin            | 15     |
| 4   | James Calado Alessandro Pier Guidi | 13     |
| 5   | Marco Sørensen Nicki Thiim         | 10     |

GTE (constructeurs)
| Pos | Constructeur | Punten |
| --- | ------------ | ------ |
| 1   | Porsche      | 43     |
| 2   | Aston Martin | 25     |
| 3   | Ferrari      | 21     |

LMP2 (coureurs)
| Pos | Coureur                                           | Punten |
| --- | ------------------------------------------------- | ------ |
| 1   | Antonin Borga Nicolas Lapierre                    | 25     |
| 2   | Thomas Laurent André Negrão Pierre Ragues         | 18     |
| 3   | Frits van Eerd Giedo van der Garde Job van Uitert | 16     |
| 4   | Gabriel Aubry Will Stevens Ho-Pin Tung            | 12     |
| 5   | António Félix da Costa Roberto González           | 10     |

LMP2 (teams)
| Pos | Nr | Team                  | Punten |
| --- | -- | --------------------- | ------ |
| 1   | 42 | Cool Racing           | 25     |
| 2   | 36 | Signatech Alpine Elf  | 18     |
| 3   | 29 | Racing Team Nederland | 16     |
| 4   | 37 | Jackie Chan DC Racing | 12     |
| 5   | 38 | Jota Sport            | 10     |

GTE Am (coureurs)
| Pos | Coureur                                           | Punten |
| --- | ------------------------------------------------- | ------ |
| 1   | Emmanuel Collard Nicklas Nielsen François Perrodo | 25     |
| 2   | Paul Dalla Lana Ross Gunn Darren Turner           | 18     |
| 3   | Olivier Beretta Kei Cozzolino Motoaki Ishikawa    | 15     |
| 4   | Ben Barker Michael Wainwright Andrew Watson       | 12     |
| 5   | Matt Campbell Riccardo Pera Christian Ried        | 10     |

GTE Am (teams)
| Pos | Nr | Team                  | Punten |
| --- | -- | --------------------- | ------ |
| 1   | 83 | AF Corse              | 25     |
| 2   | 98 | Aston Martin Racing   | 18     |
| 3   | 70 | MR Racing             | 15     |
| 4   | 86 | Gulf Racing           | 12     |
| 5   | 77 | Dempsey-Proton Racing | 10     |